# Techirghiol-Stichling
Der Techirghiol-Stichling (Gasterosteus crenobiontus) ist eine ausgestorbene Fischart aus der Familie der Stichlinge. Sein Verbreitungsgebiet waren Süßwasserquellen in der Nähe des Techirghiol-Sees auf der rumänischen Seite des Schwarzen Meers. Das Taxon wurde ursprünglich als Unterart des Dreistachligen Stichlings (Gasterosteus aculeatus) betrachtet.

## Merkmale
Der Techirghiol-Stichling erreichte eine Standardlänge von 65 Millimetern. Am Körper und am Schwanzstiel befanden sich 13 bis 17 Knochenplatten. Oberhalb der Afterflossenbasis fehlten die Knochenplatten. Der hintere Rand der Knochenplatten war glatt. Auf dem Schwanzstiel bildeten die Knochenplatten einen seitlichen Kiel.

## Lebensweise
Die Laichzeit war zwischen Februar und Oktober. Mehr ist über die Lebensweise nicht bekannt.

## Aussterben
Der Techirghiol-Stichling wurde zuletzt in den 1960er-Jahren nachgewiesen. Trotz intensiver Suchen, zuletzt im Jahre 1998, wurde das Taxon nicht mehr wiedergefunden. Als mögliche Aussterbeursache wird Hybridisierung mit dem Dreistachligen Stichling angenommen. Die Vorkommen des Techirghiol-Stichlings und des Dreistachligen Stichlings waren ursprünglich durch den Techirghiol-See getrennt. Nach Bewässerungsmaßnahmen in den 1960er-Jahren wurde der ehemals extrem salzige Techirghiol-See in einen Brackwassersee umgewandelt, durch den die Dreistachligen Stichlinge in das Verbreitungsgebiet der Techirghiol-Stichling eindringen konnten.